# نيك لوهاوس
نيك لوهاوس (بالهولندية: Niek Loohuis)‏ (25 أبريل 1986 بلوسر في هولندا - ) هو لاعب كرة قدم هولندي في مركز الدفاع. لعب مع نادي هيرنفين ونادي فيندام.

## وصلات خارجية
- نيك لوهاوس على موقع قاعدة بيانات كرة القدم.إي يو (الإنجليزية)